# Lệnh Ý Hoàng quý phi
Hiếu Nghi Thuần Hoàng hậu (chữ Hán: 孝儀純皇后, tiếng Mãn: ᡥᡳᠶᠣᠣᡧᡠᠩᡤᠠ
ᠶᠣᠩᠰᠣᠩᡤᠣ
ᠶᠣᠩᡴᡳᠶᠠᡥᠠ
ᡥᡡᠸᠠᠩᡥᡝᠣ, Möllendorff: hiyoošungga yongsonggo yongkiyaha hūwangheo, Abkai: hiyouxungga yongsonggo yongkiyaha hvwangheu; 23 tháng 10, năm 1727 – 28 tháng 2 năm 1775), còn được biết đến dưới thụy hiệu Lệnh Ý Hoàng quý phi (令懿皇貴妃), là phi tần của Thanh Cao Tông, mẹ đẻ của Thanh Nhân Tông.
Trong lịch sử hậu cung, Lệnh Ý Hoàng quý phi là phi tần sinh nhiều con nhất cho Càn Long Đế và con số này cũng thuộc hàng nhiều nhất nếu so với một số hậu phi khác của nhà Thanh. Bà chưa từng được lập làm Hoàng hậu khi còn sống, danh phận cao nhất của bà là Hoàng quý phi, do là sinh mẫu của Thái tử nên được truy tặng làm Hoàng hậu, thụy hiệu cũng đổi thành Hiếu Nghi (孝儀).

## Tiểu sử

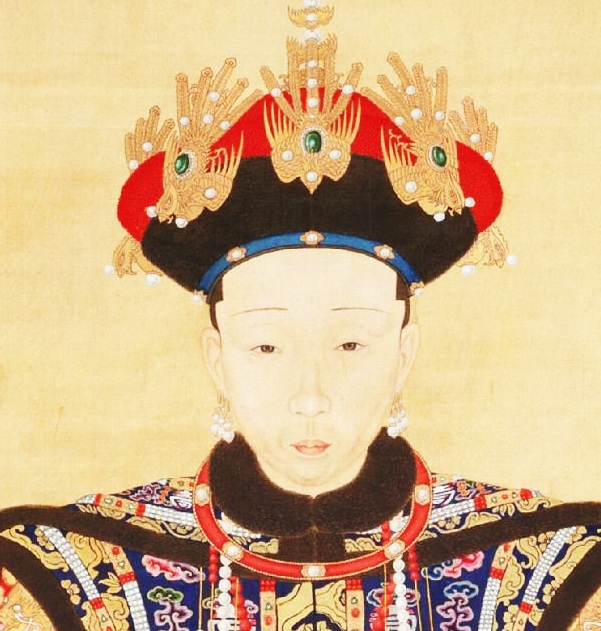
Cận chân dung Hiếu Nghi Thuần Hoàng hậu Ngụy Giai thị

Hiếu Nghi Thuần Hoàng hậu, sinh ngày 9 tháng 9 (âm lịch) vào năm Ung Chính thứ 5 (tức ngày 23 tháng 10 năm 1727), Mãn Châu Tương Hoàng kỳ Ngụy Giai thị, nguyên họ Ngụy thị, xuất thân từ Chính Hoàng kỳ thuộc tầng lớp Bao y. Dòng họ bà sau đó được sửa gọi thành Ngụy Giai thị cho giống với Mãn tộc.
Cứ theo Thanh sử cảo, Ngụy Giai thị là người Hán thuộc Hán Quân kỳ. Còn theo Bát Kỳ Mãn Châu thị tộc thông phổ (八旗滿洲氏族通譜), Ngụy Giai thị vốn xuất thân từ dòng họ Thẩm Dương Ngụy thị (瀋陽魏氏), nhưng thiếu cứ liệu chi tiết. Có một ít tư liệu chứng minh, tổ tiên Ngụy thị vốn là bộ hạ của Tam Phiên Cảnh thị (三藩耿氏). Tam Phiên Cảnh thị có 7 chức Tá lĩnh, gồm 2 cũ 5 mới, trong đó có Tân Tá lĩnh tên Ngụy Quốc Hiền (魏國賢), là tổ 4 đời của Ngụy thị, mà chi họ của Ngụy Quốc Hiền ở thời kỳ Thanh sơ đã cải thành Chính Hoàng kỳ Bao y. Đến thời trung kì Ung Chính, gia tộc Ngụy Giai thị đã đạt đến hàng giai cấp tầm trung đẳng trong nhóm quan lại Bao y thuộc Nội vụ phủ.
Tằng tổ phụ của bà là tặng Hộ trường quân đội Ngụy Tự Hưng (魏嗣兴), tằng tổ mẫu Trần thị; nội tổ phụ Tổng quản Nội vụ phủ đại thần Ngụy Võ Sĩ Nghi (魏武士宜), sơ nhậm Nội Quản lĩnh, có hai vợ là Niên thị và Triều thị. Tuy Võ Sĩ Nghi làm chức Nội vụ phủ Tổng quản khá ngắn, nhưng có thể đảm đương tới vị trí như vậy, chứng minh khi đó vị thế của gia tộc Ngụy thị cũng thuộc hàng có căn cơ và danh vọng lớn trong nhóm quan viên Nội vụ phủ. Cha bà là Ngụy Thanh Thái, người Giang Tô, từng giữ chức Nội Quản lĩnh. Mẹ bà là Dương Giai thị, từng cùng tổ mẫu của Ngụy thị là Niên thị đảm nhiệm vị trí nữ quan tuyên sách bảo văn trong hậu cung. Bên cạnh đó, chú bác trong họ nhà bà, thời kì Ung-Càn đều là quan viên trung cấp của Nội vụ phủ, bà còn có hai người anh em trai, một tên Cát Khánh, một tên Đức Hinh.
Như vậy tổng quan mà nói, Nguỵ thị xuất thân Chính Hoàng kỳ Bao y, thuộc Thượng tam kỳ Bao y là tầng lớp phục vụ hoàng thất Mãn Châu. Khi đến tuổi trưởng thành, nhờ lệ thuộc Nội vụ phủ, Ngụy thị theo lẽ thường mà được chọn vào cung trong đợt Nội vụ phủ tuyển tú hằng năm. Với thân phận là Nội vụ phủ Bao y nữ tử, Ngụy thị theo sự sắp đặt của Nội vụ phủ vào cung làm Cung nữ tử, tức cung nữ hầu hạ cho Hậu phi trong nội đình.

## Nhập cung làm phi
Theo những ngự chế thơ của Càn Long Đế đề cập, Ngụy thị chịu sự giáo dục của Hiếu Hiền Thuần Hoàng hậu Phú Sát thị - vợ cả của Càn Long, và việc bà trở thành tần phi cũng là do Hoàng hậu tiến cử lên. Không rõ thời gian bà trở thành tần phi chính thức của Càn Long Đế, chỉ biết tư liệu về bà ghi sớm nhất vào thời Càn Long đã là Quý nhân.
Năm Càn Long thứ 10 (1745), ngày 23 tháng 1 (âm lịch), Càn Long Đế ra chỉ dụ tấn phong Quý phi Cao thị làm Hoàng quý phi, đồng thời đại phong hậu cung, Nhàn phi Na Lạp thị cùng Thuần phi Tô thị thăng Quý phi, Du tần lên Phi, còn Quý nhân Ngụy thị được phong Tần. Từ tước Tần thì các hậu phi sẽ có phong hiệu, và phong hiệu của Ngụy thị được chọn là Lệnh (令). Căn cứ Hồng xưng thông dụng (鴻稱通用) của Nội vụ phủ soạn thảo, "Lệnh" theo Mãn ngữ có âm rằng 「Mergen」, nghĩa là "Thông tuệ", "Sáng suốt". Ngày 17 tháng 11 (âm lịch) cùng năm ấy, lấy Công bộ Thượng thư Đạt Ha (達哈) làm Chính sứ, Nội các Học sĩ Ngũ Linh An (伍齡安) làm Phó sứ, hành lễ sách phong Lệnh tần. Năm Càn Long thứ 13 (1748), Càn Long Đế quyết định đại phong hậu cung, Lệnh tần được phong lên làm Lệnh phi. Sang năm sau (1749), vào ngày 5 tháng 4 (âm lịch), chính thức cử hành lễ sắc phong, lấy Lại bộ thượng thư Trần Đại Thụ (陳大受) làm Chính sứ, Lễ bộ Thị lang Mộc Hòa Lâm (木和林) làm Phó sứ, hành lễ sách phong Lệnh phi (令妃).

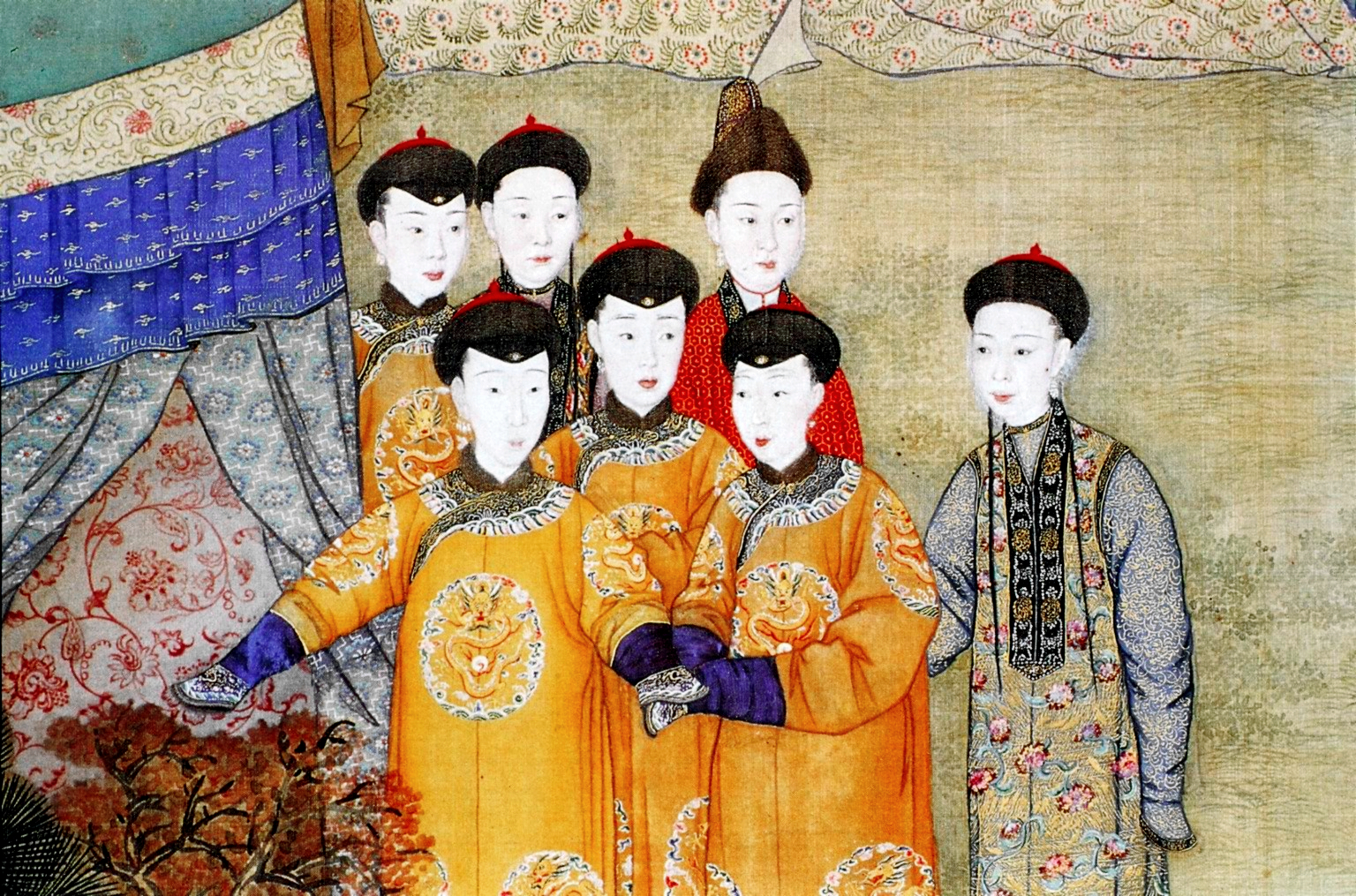
Lệnh Quý phi Ngụy thị trong bức họa Tắc yến tứ sự đồ.

Năm Càn Long thứ 21 (1756), ngày 21 tháng 4 (âm lịch), Lệnh phi Ngụy thị được chẩn đoán mang thai, ngày 15 tháng 7 sinh hạ Thất công chúa, tức Cố Luân Hòa Tĩnh Công chúa. Không lâu sau, năm thứ 22 (1757), ngày 26 tháng 5, Lệnh phi mang thai lần 2, ngày 17 tháng 7 hạ sinh Hoàng thập tứ tử Vĩnh Lộ, là Hoàng tử đầu tiên trong số những người con của bà. Sang năm thứ 23 (1758), ngày 14 tháng 7, giờ Tuất, Lệnh phi lại tiếp tục sinh Hoàng cửu nữ, tức Hòa Thạc Hòa Khác Công chúa. Có thể thấy đây là giai đoạn mà Ngụy thị sinh nở liên tục nhất. Ngày 21 tháng 11 cùng năm, ra chỉ dụ Lệnh phi Ngụy thị được thăng làm Lệnh Quý phi (令貴妃). Ngày 17 tháng 12 (âm lịch) cùng năm, lấy Đại học sĩ Phó Hằng làm Chính sứ, Hiệp bạn Đại học sĩ Lưu Thống Huân làm Phó sứ, hành Quý phi sách phong lễ.
Trong thời gian làm Quý phi, Ngụy thị xuất hiện trong bức tranh "Tắc yến tứ sự đồ" (塞宴四事图) của Lang Thế Ninh, một trong những tác phẩm nổi tiếng nhất của ông. Lúc này, Ngụy thị đang mang bầu Hoàng thập ngũ tử Vĩnh Diễm hơn 7 tháng và chỉ chưa đầy 1 tháng sau là sinh con. Trong bức tranh không khó để nhận ra hình ảnh của Lệnh Quý phi trong nhóm phi tần bồi giá. Bảy vị đứng trước doanh trại, Lệnh Quý phi Ngụy thị đang mang thai ở những tháng cuối nên được sáu người còn lại dìu đỡ. Vị đang đỡ tay Quý phi là Khánh phi, vị mặc đồ Mông Cổ là Dự tần. Vị đứng phía sau là Thư phi, từ trái qua phải tiếp đó là Hãn tần, Dĩnh phi và Dung tần.
Năm Càn Long thứ 25 (1760), ngày 18 tháng 3 (âm lịch), con trai đầu của Lệnh Quý phi là Hoàng thập tứ tử Vĩnh Lộ, trong quá trình chủng đậu thì mất, khi năm 3 tuổi. Cùng năm ấy, vào ngày 6 tháng 10 (âm lịch), giờ Sửu, Lệnh Quý phi Ngụy thị sinh được Hoàng thập ngũ tử Vĩnh Diễm tại Thiên Địa Nhất Gia Xuân (天地一家春), một cư thất ở hành cung Viên Minh Viên, đây chính là vua Gia Khánh tương lai. Năm thứ 27 (1762), ngày 30 tháng 11 (âm lịch), Ngụy thị lại hạ sinh Hoàng thập lục tử, nhưng hoàng tử chết yểu do bệnh đậu mùa khi mới 2 tuổi. Năm Càn Long thứ 30 (1765), tháng 1, Lệnh Quý phi Ngụy thị được theo hầu Càn Long Đế và Kế Hoàng hậu Na Lạp thị đi tuần du phía nam sông Dương Tử, Thái Sơn, và Nhiệt Hà, xuyên qua các vùng Dương Châu, Tô Châu, Giang Ninh và Hàng Châu, đi theo còn có Khánh phi Lục thị, Dung tần Hòa Trác thị, Vĩnh Thường tại Uông thị và Ninh Thường tại. Tháng 2 năm đó, cả đoàn Nam tuần đi đến Hàng Châu, sang ngày 18 tháng 2 thì Hoàng hậu Na Lạp thị xảy ra bất hòa với nhà vua, từ đó bị giam cầm trong cung đến khi mất.
Ngày 9 tháng 5 (âm lịch) cùng năm, sau khi Nam tuần trở về, Càn Long Đế theo ý chỉ của Sùng Khánh Hoàng thái hậu, tấn phong Lệnh Quý phi làm Hoàng quý phi. Sang ngày 11 tháng 6 (âm lịch) cùng năm, mệnh Đại học sĩ Phó Hằng làm Chính sứ, lấy Hiệp bạn Đại học sĩ Lễ bộ Thượng thư Trần Hoành Mưu (陳宏謀) làm Phó sứ, tuyên phong lễ cho Ngụy thị làm Hoàng quý phi. Năm Càn Long thứ 31 (1766), ngày 11 tháng 5, Ngụy thị hạ sinh Hoàng thập thất tử Vĩnh Lân. Trong thời gian làm Hoàng quý phi, Ngụy thị thường ở tại Trữ Tú cung.
Từ sau khi Kế hoàng hậu bị giam cầm, Ngụy thị là ở vị thế Hoàng quý phi mà trở thành phi tần có tước vị cao nhất, ở vị trí Hoàng quý phi được 10 năm, đồng thời là Hoàng quý phi tại vị cuối cùng dưới thời Càn Long. Năm Càn Long thứ 38 (1773), con trai của Hoàng quý phi Ngụy thị là Thập ngũ a ca Vĩnh Diễm, khi ấy 13 tuổi,  được Càn Long chọn làm Thái tử một cách bí mật.

## Qua đời
Sức khỏe của Hoàng quý phi Ngụy thị suy kém đi từ sau lần tham quan Nhiệt Hà cùng nhà vua cuối năm Càn Long thứ 39 (1774), sang đầu năm (1775), bệnh tình của bà ngày càng nặng. Hai ngày 11 và ngày 27 của tháng giêng năm đó, vua Càn Long đã từng đi thăm bệnh bà. Vào giờ mão (5-7 giờ) ngày 29 tháng 1 (âm lịch), Hoàng quý phi Ngụy thị qua đời khi 49 tuổi. Càn Long đã 2 lần đến tế rượu quan tài bà ở Cát An sở (吉安所).
Theo chế độ định sẵn, Càn Long Đế ngừng triều 5 ngày, phái Hoàng lục tử Vĩnh Dung, Hoàng bát tử Vĩnh Tuyền, Hoàng thập nhị tử Vĩnh Cơ, Hoàng thập ngũ tử Vĩnh Diễm, Hoàng tôn Miên Đức, Miên Ức, Miên Huệ, Hoàng cửu nữ Hòa Thạc Hòa Khác Công chúa, các Ngạch phò Lạp Vượng Đa Nhĩ Tế, Trát Lan Thái và Đan Ba Đa Nhĩ Tế mặc tang phục, còn phái Vĩnh Dung cùng Thượng thư Vĩnh Quý, Tổng quản Nội vụ Phủ đại thần Kim Giản cùng quản lý tang nghi theo quy cách. Lễ tang của Hoàng quý phi Ngụy thị được án theo lễ tang Tuệ Hiền Hoàng quý phi.
Ngày 5 tháng 2, Càn Long đích thân đến đưa kim quan của Hoàng quý phi Ngụy thị về tạm an ở Tĩnh An trang. Ngày 11 tháng 2, lấy Giản Thân vương Phong Nột Hanh làm Chính sứ, Hiệp bạn Đại học sĩ Lại bộ Thượng thư Quan Bảo (官保) làm Phó sứ, sách văn ban thụy hiệu là Lệnh Ý Hoàng quý phi (令懿皇貴妃). Thụy hiệu "Ý", Mãn văn là 「Fujurungga」, nghĩa là "Đoan trang", "Có phong độ" là do đích thân vua Càn Long đặt cho bà. Những ngày Hành sơ nghi thức tế lễ, Hành đại nghi thức tế lễ, Hành trăm ngày nghi thức tế lễ, đều do con trai bà Vĩnh Diễm cử hành.

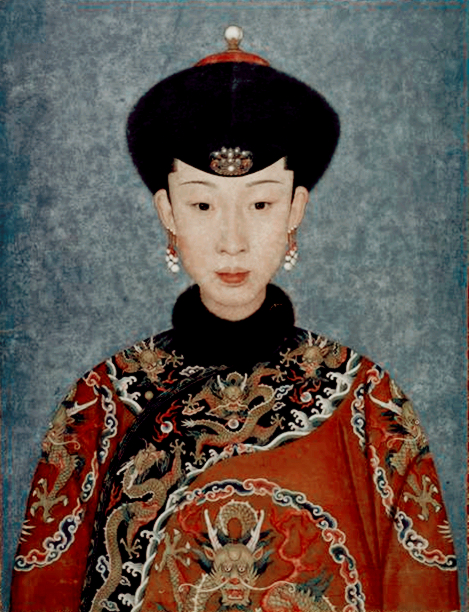
Lệnh Ý Hoàng quý phi

Ngày 23 tháng 10, giờ Thìn, Càn Long Đế làm lễ phụng an kim quan của Lệnh Ý Hoàng quý phi đến địa cung của Dụ lăng. Theo trình tự thời gian, Lệnh Ý Hoàng quý phi Ngụy thị là người thứ 5 và cũng là người cuối cùng được phụ táng cùng với Càn Long Đế tại địa cung, nằm ở phía bên phải Đế quan của Hoàng đế.

## Sau khi qua đời

### Truy tặng làm Hoàng hậu
Năm Càn Long thứ 60 (1795), ngày 3 tháng 9 (âm lịch), Càn Long Đế tuyên bố Hoàng thập ngũ tử Vĩnh Diễm là Hoàng thái tử. Lệnh Ý Hoàng quý phi, do là sinh mẫu của Thái tử nên được truy tặng làm Hoàng hậu, thụy hiệu cũng đổi thành "Hiếu Nghi" (孝儀). Theo Mãn văn, "Nghi" là「Yongsunggo」, nghĩa là "Có lễ độ".
Ngày 13 tháng 10 cùng năm, Thái tử Vĩnh Diễm kế vị, Càn Long Đế trở thành Thái thượng hoàng. Ngày 27 tháng 10, lấy Duệ Thân vương Thuần Dĩnh làm Chính sứ, Trịnh Thân vương Ô Nhĩ Cung A làm Phó sứ, tuyên cáo sách tặng Lệnh Ý Hoàng quý phi làm Hiếu Nghi Hoàng hậu (孝儀皇后).

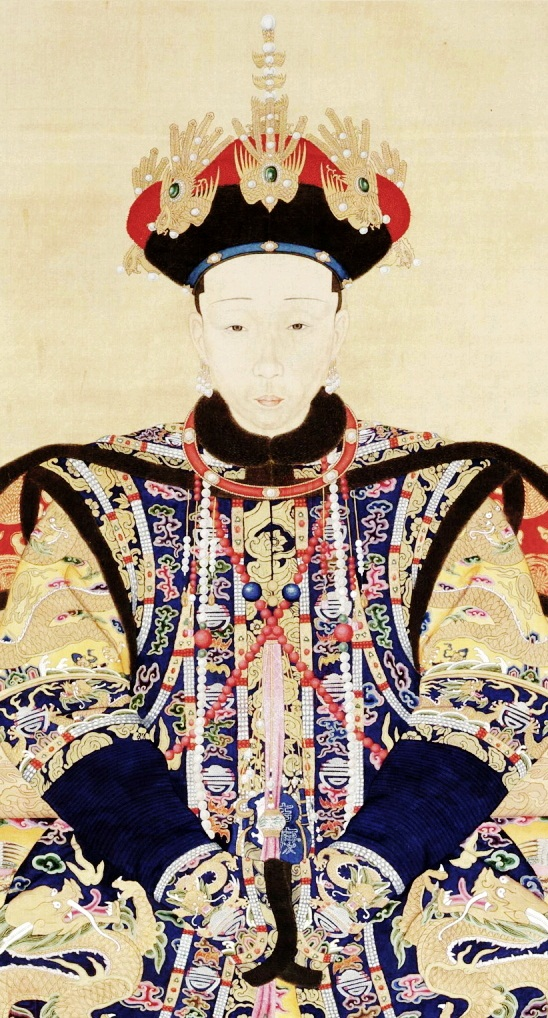
Hiếu Nghi Thuần Hoàng hậu triều phục

Khi bài vị của bà được ban ân thăng phụng Phụng Tiên điện, trước đó nên tế cáo Thái Miếu và cử hành nghi lễ tế cáo Thiên địa, nhưng cuối cùng không cử hành tế cáo. Sự việc này ghi lại trong Thanh Cao Tông thực lục, vào tháng 10 năm thứ 60, nội dung rằng: "Thái thường tự tấu vào ngày 17 tháng 12 này, bài vị của Hiếu Nghi Hoàng hậu nên theo lệ thăng phụ Phụng Tiên điện, sau đó nên tế cáo Trời đất và Thái miếu. Trước một ngày cần bẩm báo Tông Nhân phủ để chọn Thân vương tế cáo. Nhưng Hoàng thượng hạ chỉ không cần cử hành".
Lý do cho việc này được Càn Long ghi lại trong một chỉ dụ rất dài, đại khái thì:"Ngày Kỷ Hợi, chỉ dụ Hoàng thái tử, Hoàng tử, Quân cơ đại thần rằng: Điển lễ của quốc triều coi trọng nhất là tế thần cúng thần..(lược)... Quốc triều ta văn phong thuần phác, không chuộng cầu kỳ. Ngày hôm nay, Thái thường tự tâu lên rằng quan bộ Lễ suy nghĩ kỹ lưỡng, bài vị của Hiếu Nghi Hoàng hậu khi đưa lên Phụng Tiên điện, trước đó nên tế cáo Trời đất và Thái miếu mới thỏa. Trẫm lại nghĩ chuyện này không thích hợp. Hiếu Nghi Hoàng hậu, do sinh được Tự Hoàng đế đã được ân điển sách tặng. Trước đó đã cho tế cáo Phụng Tiên điện, nếu tế Thái Miếu, Thiên địa nữa thì rất phiền hà. Vậy nên không cần cử hành. Con cháu của trẫm về sau, nếu sách tặng mẫu hậu, tất nên làm theo ý của trẫm, lấy đức hiền cung phụng, chớ nên bày vẽ xa hoa".
Năm Gia Khánh thứ 4 (1799), ngày 19 tháng 9 (âm lịch), sau khi Càn Long Đế qua đời, Gia Khánh Đế đưa bài vị của đích mẫu Hiếu Hiền hoàng hậu và sinh mẫu Hiếu Nghi hoàng hậu vào Thái Miếu. Đồng thời ông gia tôn thêm thụy hiệu cho mẹ mình, từ Hiếu Nghi Hoàng hậu thành Hiếu Nghi Cung Thuận Khang Dụ Từ Nhân Dực Thiên Dục Thánh Thuần Hoàng hậu (孝儀恭順康裕慈仁翼天毓聖純皇后). Lúc này, bà được gọi thành "Hiếu Nghi Thuần Hoàng hậu".
Qua các đời Gia Khánh và Đạo Quang liên tục dâng thụy hiệu, thì thụy hiệu đầy đủ của Hiếu Nghi Thuần Hoàng hậu là: Hiếu Nghi Cung Thuận Khang Dụ Từ Nhân Đoan Khác Mẫn Triết Dực Thiên Dục Thánh Thuần Hoàng hậu (孝儀恭順康裕慈仁端恪敏哲翼天毓聖純皇后).

### Đối đãi với gia tộc
Theo truyền thống nhà Thanh, gia tộc của Ngụy thị được nâng kỳ thành Mãn Châu Tương Hoàng kỳ. Sau sửa gọi Ngụy Giai thị.
Vào năm Càn Long thứ 16, khi bà đã là Lệnh phi, nhà họ Ngụy được sửa thiện đãi, nâng toàn gia làm Tương Hoàng kỳ Bao y Tá lĩnh. Đến năm Càn Long thứ 40, ngày 25 tháng 1 (âm lịch), trước khi bà qua đời 4 ngày, Càn Long Đế quyết định đem nhà Ngụy Giai thị ra khỏi Nội vụ phủ, đưa vào Mãn Châu Tương Hoàng kỳ. Có thể thấy rõ, vào thời điểm trước cả khi Ngụy Giai thị qua đời, cả nhà bà đã chính thức trở thành Mãn tộc. Khâm định Bát kỳ thông chí, quyển 2 dẫn nguyên văn chủ dụ:
| “ | Năm Càn Long thứ 40, phụng chỉ đem ngoại thích của Lệnh Ý Hoàng quý phi ra khỏi Nội vụ phủ, biên lập bản kỳ. Vì nhân khẩu không đủ nên thiết lập ra bán phân thế quản tá lĩnh. Lấy Viên ngoại lang bao y tá lĩnh Đức Hinh quản lý. | ” |

Càn Long năm thứ 60, từ khi Ngụy Giai thị trở thành Hiếu Nghi Hoàng hậu, Càn Long Đế lấy lý do Hiếu Nghi hậu "kém hơn Hiếu Hiền hậu (Hiếu Hiền chi thứ)", nên tạm cho gia tộc họ Ngụy tước truyền đời hạ xuống "Nhất đẳng Hầu" (一等侯). Cha của Hiếu Nghi hậu là Ngụy Thanh Thái được Càn Long truy tặng làm "Tam đẳng Thừa Ân công" (三等承恩公), còn Dương Giai thị tặng làm "Công thê Nhất phẩm phu nhân" (公妻一品夫人).
Sách của Quất Huyền Nhã có đề cập, huyền tôn nữ của Đức Hinh (em trai Lệnh Ý hoàng quý phi) gả cho Nhất đẳng Đôn Huệ bá Thịnh Kinh tướng quân Thừa Trung, thế là gia phả của nhà này lưu truyền một sự tích rằng Hiếu Nghi hậu từng từ chối vua Càn Long phong chức tước cho gia đình, lấy lý do "Bọn trong nhà không được dạy dỗ đàng hoàng, không nên được dùng làm quan" (彼等无教，不能尽为官).

## Đánh giá
Ngày 30 tháng Giêng năm Càn Long thứ 40 (1775), sau khi đến tế rượu trước kim quan của Lệnh Ý hoàng quý phi, vua Càn Long có viết 1 bài thơ có tên "Khế Thừa Quang điện tác" (Nghỉ ở điện Thừa Quang), trong đó có nhắc đến người vợ quá cố và gọi bà là "Hiền phi".

## Lăng mộ
Khoảng 16 năm sau khi Thanh triều diệt vong (tháng 7 năm 1928), quân phiệt Tôn Điện Anh tổ chức khai quật mộ Càn Long Đế và Từ Hi Thái hậu để vơ vét châu báu. Biết được việc này, cựu hoàng là Phổ Nghi lệnh cho bọn Tái Trạch, Kỳ Linh, Bảo Hy đến quần thể Thanh Đông lăng xem xét. Trong quá trình đó, người ta phát hiện ở góc phía tây của địa cung Dụ lăng có di thể của một phụ nữ còn đầy đủ da thịt, không bị thối rữa.
Căn cứ theo sử sách thì trong địa cung ngoài Càn Long Đế thì có 2 vị Hoàng hậu là Hiếu Hiền Thuần Hoàng hậu và Hiếu Nghi Thuần Hoàng hậu cùng 3 vị Hoàng quý phi là Triết Mẫn Hoàng quý phi, Tuệ Hiền Hoàng quý phi và Thục Gia Hoàng quý phi là được hợp táng. Dựa vào nhân dạng và độ tuổi của xác chết, người ta suy đoán đó là ngọc thể của Hiếu Nghi Thuần Hoàng hậu. Nhưng cũng không loại trừ khả năng đó là của bọn trộm mộ đem vào. Sau này, khi chính phủ Trung Quốc tiến hành tu sửa Dụ Lăng, xác nữ trên đã hóa thành xương trắng, không thể xác minh được nữa.

## Hậu duệ
Bà đã sinh cho Càn Long Đế tổng cộng 6 người con, 4 Hoàng tử và 2 Hoàng nữ. Đó là:
1. Hoàng thất nữ Cố Luân Hòa Tĩnh Công chúa (固伦和静公主, 10 tháng 8 1756 – 9 tháng 2 1775), Hoàng nữ thứ 7 của Càn Long, tháng 7 năm 1770 hạ giá lấy Mông Cổ Siêu Dũng Thân vương Lạp Vượng Đa Nhĩ Tể (拉旺多尔济), cháu của Sách Lăng (策棱).
2. Hoàng thập tứ tử Vĩnh Lộ (永璐, 31 tháng 8 năm 1757 – 3 tháng 5 năm 1760), Hoàng tử thứ 14 của Càn Long Đế, không có truy phong. Táng cùng một nơi với Thập tam A ca Vĩnh Cảnh - con trai út của Kế Hoàng hậu, trong lăng mộ của Đoan Tuệ Hoàng thái tử Vĩnh Liễn [29].
3. Hoàng cửu nữ Hòa Thạc Hòa Khác Công chúa (和硕和恪公主; 17 tháng 8 1758 – 14 tháng 12 1780), Hoàng nữ thứ 9 của Càn Long Đế, tháng 9 năm 1772 hạ giá lấy Ô Nhã Trát Lan Thái (烏雅札蘭泰)
4. Hoàng thập ngũ tử Vĩnh Diễm (永琰), tức Thanh Nhân Tông Gia Khánh Hoàng đế. Từ nhỏ đã được giao cho Khánh Cung Hoàng quý phi Lục thị nuôi dưỡng.
5. Hoàng thập lục tử (皇十六子; 13 tháng 1, năm 1763 – 6 tháng 5, năm 1765), Hoàng tử thứ 16 của Càn Long Đế, không có truy phong. Táng vào cùng mộ với Vĩnh Cảnh và Vĩnh Lộ.
6. Hoàng thập thất tử Vĩnh Lân (永璘, 17 tháng 6 1766 – 25 tháng 4 1820), Hoàng tử thứ 17 và là con trai út của Càn Long Đế, do Dĩnh Quý phi nuôi dưỡng. Sơ phong tước (Khánh Quận vương; 慶郡王), rồi (Khánh Thân vương; 慶親王; 1820) nhưng mất cùng vào năm đó. Thụy là Hi (僖).

## Trong văn hóa đại chúng
| Năm  | Phim điện ảnh và truyền hình                                                 | Diễn viên               | Nhân vật                       |
| 1989 | 《Mãn Thanh thập tam Hoàng triều》 (滿清十三皇朝)                            | Trần Địch Hoa 陳迪華    | Lệnh phi                       |
| 1997 | 《Hoàn Châu cách cách 1》 (还珠格格第一部)                                   | Triệu Lệ Quyên 赵丽娟   | Lệnh phi                       |
| 1998 | 《Hoàn Châu cách cách 2》 (还珠格格第二部)                                   | Triệu Lệ Quyên 赵丽娟   | Lệnh phi                       |
| 2003 | 《Hoàn Châu cách cách 3: thiên thượng nhân gian》 (还珠格格第三部：天上人間) | Trần Lị 陳莉            | Lệnh phi                       |
| 2006 | 《Thiếu niên Gia Khánh》 (少年嘉庆)                                          | Trang Khánh Ninh 莊庆宁 | Ngụy Giai thị                  |
| 2007 | 《Nữ trạng tài danh》 (鐵咀銀牙)                                             | Trần Mẫn Chi 陈敏之     | Hoàng hậu Ngụy thị             |
| 2009 | 《Gia Khánh quân du Đài Loan》 (嘉庆君游台湾)                                | Hà Âm 何音              | Ngụy Giai Nhậm Nghi (魏佳仟仪) |
| 2011 | 《Tân Hoàn Châu cách cách》 (新还珠格格)                                     | Lưu Hiểu Diệp 刘晓晔    | Lệnh phi                       |
| 2018 | 《Như Ý truyện》 (如懿傳)                                                    | Lý Thuần 李純           | Vệ Yến Uyển (卫嬿婉)           |
| 2018 | 《Diên Hi công lược》 (延禧攻略)                                             | Ngô Cẩn Ngôn 吴谨言     | Ngụy Anh Lạc (魏璎珞)          |
| 2019 | 《Diên Hi công lược: Lá ngọc cành vàng》 (金枝玉叶)                          | Ngô Cẩn Ngôn 吴谨言     | Ngụy Anh Lạc (魏璎珞)          |